# Vira Alakesvara de Gampola
Vira Alakesvara, aussi connu sous le nom de Vijayabahu VI, est l'avant-dernier roi de Gampola, et le dernier roi de Raigama, de la dynastie Siri Sanga Bo, dans l'actuel Sri Lanka.
Il est le dernier membre important de la famille Alagakkonara. Il régna de 1397 à 1409.

## Étymologie
Le nom provient de la langue pali, propre au bouddhisme Theravāda pratiqué au Sri Lanka, dont l'écriture est le Devanagari. La transcription en langue latine peut donc donner des résultats différents, selon que le mot est transcrit traditionnellement ou en ISO 15919.
Le nom du roi Alakesvara peut se décomposer en 2 mots :
- Le mot Vira peut se transcrire Veera.
- Alakesvara peut se transcrire Alakeshvara.

## Biographie
Son père était un ministre du roi Vikramabahu III de Gampola.
À la mort de son père, établi entre 1382 et 1392, il y avait désunion dans la famille royale où les prétendants se battaient pour accéder au pouvoir. Kumara Alakesvara, demi-frère du roi Bhuvanaikabahu V, contrôle la région entre 1386 et 1387 et est suivi par Vira Bahu II, en 1391 jusqu'à ce que Vira Alakesvara accède au pouvoir avec l'aide de mercenaires étrangers. Il règne jusqu'en 1411 lorsqu'il doit affronter l'amiral de l'Empire chinois Zheng He qui mène une grande expédition maritime, à l'origine de la guerre Ming-Kotte. Zheng finit par capturer Vira Alakesvara et le déporte en Chine. Il sera ramené au pays un an plus tard.